# Pierre Segond
Pour les personnes ayant le même patronyme, voir Segond.
Pierre Segond né le 8 février 1913 à Genève et mort le 2 mai 2000 est un organiste suisse.

## Biographie
Il se forme notamment au Conservatoire de Genève de 1932 à 1934 auprès d'Henri Gagnebin et Alexandre Mottu. Puis complète sa formation au Conservatoire de Paris dans la classe de Marcel Dupré où il obtient un Premier Prix en 1939. Ancien organiste titulaire de la cathédrale Saint-Pierre de Genève, il succède en 1942 à ce poste au grison Otto Barblan
Il est le petit-fils du théologien et traducteur de la Bible Louis Segond.
Il fut aussi compositeur, notamment de 5 courtes pièces pour piano dans un recueil portant le nom de "Bagatelles".